# حیدرآباد (افغانستان)

## حیدر آباد- بامیان
حیدرآباد یک منطقهٔ مسکونی در افغانستان است که در ولایت بامیان واقع شده‌است. قریه حیدر آباد در ناحیه دوم شهری مرکز بامیان واقع است؛ این قریه در دفتر ثبت احوال نفوس ولایت بامیان به نام سیدآباد ثبت است . تذکره ساکنان آن به نام قریه سیدآباد می‌باشد. قریه حیدر آباد حدود ۵۰۰ خانوار را در خود جای داده‌است. ساکنان این قریه تماماً قوم هزاره می‌باشند.
این قریه از شمال به قریه سیدآباد، از جنوب به دره دکانی، از شرق به کوه خوال و از غرب به دره خشکک محصور می‌باشد. سطح تعلیم در این قریه در حد متوسط قرار دارد و مردم آن از راه‌های کسب کار آزاد در بازار و زراعت آبی و مالداری،  امرار معاش می‌کنند.
این قریه دارایی یک مکتب لیسه و دو مرکز سواد حیاتی می باشد.
پیداوار زراعتی حیدرآباد: گندم، کچالو، سیب، زدآلو، زردک، باقلی و …
قریه حیدر آباد ولایت بامیان دارای یک باب قلعه مستحکم قدیمی می‌باشد که قدامت آن به بیش از ۲۰۰ سال می‌رسد؛ در ابتدای سکونت مردم در این قریه قلعه مذکور بنا شده بود.
رئیس شورای همبستگی و رئیس ناحیه: غلام عباس براتی
شخصیت ها: گل امیر نعیمی، الحاج محمد حسین، الحاج محمد امیر،الحاج حسن علی نوید، الحاج حیدر علی، الحاج عبدالحسین، استاد محمد قدیر دانش، استاد قدیر اکبر، استاد قدرت الله رها، فیروز صمدی، داکتر محمد حسینی، داکتر قاسم علی وفا، داکتر رجب قسیم،  و...
ساختار طائفه و اقوام: قوم الله داد، قوم شش، قوم دولت، قوم زوار، قوم قرار، قوم فقیر
زبان تکلم: دری
سطح اشتراک در دولت: 0.00000 به دلیل سابقه حاکمیت تنظیم حرکت محسنی بر این منطقه، فعلاً مغضوب سیاسی حکومت محلی قرار گرفته است چون حکومت به دست نصری ها میباشد.
وضعیت انکشاف: محروم و مورد بی توجهی حکومت محلی
شبکه های مخابراتی قابل استفاده: ام تی ان و افغان بیسیم

## جستارهای
- فهرست شهرهای افغانستان